# Moral de Sayago
Moral de Sayago è un comune spagnolo di 366 abitanti situato nella comunità autonoma di Castiglia e León.